# 진주햄
진주햄은 1963년 8월 설립된 대한민국의 축산물 가공식품 전문 생산업체이다. 본사는 경상남도 양산시 유산동이며, 서울사무소는 서울특별시 송파구 석촌동에 있다.

## 연혁
- 1963년 8월 13일: 회사 창립 (당시 상호는 평화상사)
- 1966년 7월: 동인상역(주)로 상호 변경
- 1967년 8월 1일: 축산물 가공품 국내최초 생산시판
- 1969년 10월 10일: 진주햄쏘세지(주)로 상호 변경
- 1976년 2월 1일: 어육튀김 생산개시
- 1983년 1월 8일: 상호를 (주)진주햄으로 변경
- 1983년 2월 28일: 본사 및 공장을 경남 양산시 유산동으로 이전
- 1985년 12월: 진주햄이 제일생명보험(현 ABL생명)으로 계열사 편입
- 1986년 4월 15일: 게맛살 및 돈정육 수출 개시
- 1987년 1월 28일: 대일수출 작업장 지정
- 1987년 5월 13일: 장군농장 인수
- 1988년 1월 4일: 수출게맛살 우수가공업 지정업체 선정
- 1988년 5월 12일: 양산공장 증,개축 완공
- 1990년 2월: 진주햄 논산공장 준공
- 1990년 3월 12일: 진주햄 여자실업핸드볼팀 창단
- 1990년 10월: 국내 최초 직화구이 생산라인(브라운 서브) 설치 및 가동
- 1993년 11월: 외식사업 1호점 개점
- 1996년 5월 10일: 그룹웨어 도입으로 전자결재시스템 체계 확립
- 1996년 12월: 외식사업부 별도법인 진주랑 설립
- 1997년 8월: 진주햄 여자실업핸드볼팀을 제일생명(현 ABL생명)에 매각
- 1998년 2월: 진주랑 매각[1]
- 1998년 7월: 정보시스템 FOSIS (식품전략지원시스템) 구축
- 1999년 11월: 홈페이지 서비스 개시
- 2000년 10월: VPN (가상사설망) 구축
- 2001년 10월: 업계 최초 천하장사류 (미니소시지) 합성보존료 무첨가 실시
- 2003년 12월: HACCP (축산물위해요소중점관리기준) 인증 획득 (햄류,소세지류/농림부)
- 2006년 12월: 동원산업 (물류부문: Loex)과의 전략적 제휴를 통한 3자물류 개시
- 2007년 4월: 업계 최초 미니소세지 트랜스지방 무첨가 및 영양성분 완전표시제 실시
- 2007년 5월: 최신 무균화 클린룸 구축 및 냉장 슬라이스 설비 도입(30억원 규모)
- 2008년 8월: 미니소시지 천하장사 수출 개시
- 2010년 10월: 현 박정진,박경진 대표이사 취임
- 2010년 10월: 치킨 프랜차이즈 BBQ 라이선스 계약체결
- 2011년 1월: 진주햄 특판사업본부 (B2B/해외수출) 신설
- 2011년 4월: 진주햄 물류대행사업본부 신설
- 2011년 10월: 토마스와 친구들(Thomas & Friends)' 라이선스 계약체결
- 2013년       수출 누계액 1000만불 돌파
- 2015년       수제맥주 제조사 카브루 인수 , 프리미엄 브랜드 '육공방' 출시
- 2018년       한국무역협회 '천만불 수출의 탑' (제55회 무역의 날) 수상
- 2022년 1월 : 장안유업 인수

## 사업장
- 양산 본사 공장: 경상남도 양산시 유산공단7길 39 (유산동 150)
- 논산공장: 충청남도 논산시 가야곡면 매죽헌로638번길 24 (왕암리 171-7)
- 서울사무소: 서울특별시 송파구 송파대로 403 J시너지타워 5층

## 주요 제품
진주햄의 주요 제품은 햄, 어묵, 소시지, 냉동식품, 맛살, 바베큐, 참치 등 육가공 및 수산물 위주를 중심으로 편성되어 있다.

### 천하장사
진주햄의 대표적인 브랜드는 "천하장사"이다. 1985년 출시된 천하장사는 명태로 만들었으며, 누적 판매량 33억개 이상이다.